# Бассетт, Линда
Линда Бассетт (англ. Linda Bassett; 4 февраля 1950, Плакли) — английская актриса. Наиболее известна своими работами на телевидении, в первую очередь в сериалах «Крупногабаритные» (1999),   «Чуть свет — в Кэндлфорд» (2008–11), «Бабушкин дом» (2010–12) и «Вызовите акушерку»  (2015–н. в.).

## Карьера
Бассетт дебютировала в кино в 1987 году, сыграв американскую писательницу Гертруду Стайн в фильме Джилл Годмилоу «В ожидании Луны».
Она была номинирована на премию BAFTA за лучшую женскую роль в фильме «Восток есть Восток» 1999 года и на премию газеты   Evening Standard за   роль  в   пьесе Арнольда Вескера  «Корни» на сцене Donmar Warehouse в 2013 году.

## Избранная фильмография
- В ожидании Луны (1987) — Гертруда Стайн
- Чисто английское убийство (1990) — Шена Джексон
- Детектив Джек Фрост (1994) — миссис Корниш
- Дом призраков (1995) — мадам Бронски
- Мэри Райли (1996) — мать Мэри
- Оскар и Люсинда (1997) —  Бетти Стрэттон
- Восток есть Восток (1999) —  Элла Хан
- Часы (2002) — Нелли
- Девочки из календаря (2003) — Кора
- Чумовые боты (2005) —  Мелани
- Убийства в Мидсомере (2007) —  Эйлин Карнак
- Разум и чувства (2008) — миссис Дженнингс
- Касс (2008) — Дол Чамберс
- Чтец (2008) — миссис Бреннер
- Чуть свет — в Кэндлфорд  (2008–11) — Куини  Тёррил
- Запад есть Запад (2010)  — Элла Хан
- Вызовите акушерку   (2015–н. в.) —  Филлис Крейн
- Саймон Амстелл: Резня (2017) — д-р Вонденбург
- Страйк (2022) — Джоан Нэнкэрроу

## Награды и номинации
За роль Эллы Хан в фильме «Восток есть Восток» актриса была номинирована на премии BAFTA и Лондонского кружка кинокритиков, а также получила приз на МКФ в Вальядолиде.